# The Rasmus (альбом)
«The Rasmus» — восьмой студийный альбом финской рок-группы The Rasmus, выпущенный 18 апреля 2012 года.

## Об альбоме
Музыканты назвали альбом в честь группы, так как они работали над ним самостоятельно. 25 февраля 2012 года в Хельсинки, состоялась презентация сингла «I’m A Mess», с нового альбома. Сам сингл был выпущен 5 марта 2012 года.
Первый сингл с нового альбома «I’m a Mess», был впервые озвучен в живую на финале отбора Финляндии на Евровидении в качестве гостя, и был выпущен 5 марта 2012 года. В мае группа выпустила самодельный клип на песню «Somewhere», с видео из студии, на концерте, и в повседневной жизни. «Stranger» — второй сингл, был выпущен 15 мая 2012 года в Финляндии. 20 октября 2012 года альбом стал золотым в Финляндии.

## Список композиций
| №   | Название                       | Длительность |
| --- | ------------------------------ | ------------ |
| 1.  | «Stranger»                     | 3:50         |
| 2.  | «I'm a Mess»                   | 4:09         |
| 3.  | «It's Your Night»              | 3:37         |
| 4.  | «Save Me Once Again»           | 4:35         |
| 5.  | «Someone's Gonna Light You Up» | 3:43         |
| 6.  | «End of the Story»             | 4:10         |
| 7.  | «You Don't See Me»             | 3:13         |
| 8.  | «Somewhere»                    | 5:28         |
| 9.  | «Friends Don't Do Like That»   | 4:26         |
| 10. | «Sky»                          | 3:45         |

## В записи участвовали
- Лаури Юлёнен — вокал
- Паули Рантасалми — гитара
- Ээро Хейнонен — бас-гитара
- Аки Хакала — ударные